# Фанді Ахмад
Фанді бін Ахмад (малай. Fandi bin Ahmad; 29 травня 1962, Сінгапур) — колишній сінгапурський футболіст, який натепер є головним тренером сінгапурського клубу «Лайонс XII», який виступає в Суперлізі Малайзії. За свою футбольну кар'єру Фанді Ахмад переважно грав на позиції нападника, але іноді грав у півзахисті. Він вигравав Кубок Малайзії у складі трьох різних клубів — «Сінгапур ФА», «Куала-Лумпур ФА» і «Паханг», у тому числі зробив два золотих дублі — у 1992 та 1994 році. У 1988 році Фанді Ахмад виграв Золоту бутсу чемпіонату. Окрім перерахованих, футболіст грав за наступні клуби: індонезійський «Мітра Кукар», нідерландський «Гронінген», сінгапурські «Гейланг Інтернешнл» і «Ворріорс». У складі національної збірної Сінгапуру Фанді зіграв 101 матч, у яких візначився 55 забитими м'ячами, тричі ставав срібним призером Ігор Південно-Східної Азії, і був капітаном збірної з 1993 до 1997 року. Він також тренував футбольні клуби «Ворріорс», індонезійський клуб «Пеліта Бандунг Рая» і малайзійський «Джохор»; працював помічником головного тренера національної збірної та керує власною футбольною академією. У 1994 році Фанді Ахмед нагороджений Медаллю державної служби. Фанді є першим сінгапурським футболістом, який грав у європейському клубі, першим спортсменом-мільйонером країни та першим сінгапурським спортсменом із опублікованою біографією (у 1994 році). Фанді рахується національною легендою, а сінгапурська преса використовує у відношенні до Фанді такі слова: «футбольна легенда Сінгапуру», «улюблений футбольний син Сінгапуру», «національна футбольна ікона», «самий знаменитий футболіст Сінгапуру», «золотий хлопчик футболу країни», «саме відоме обличчя сінгапурського спорту», «найкращий у своєму поколінні», «один із найкращих футболістів в історії Сінгапуру» й «один із найкращих футболістів Азії». Фанді Ахмед одружений південноафриканській моделлю Венді Якобс, та має п'ятеро дітей. Його батько, Ахмад Вартам, був воротарем збірної Сінгапуру з футболу. У 1999 році він зайняв 6 місце у списку 50 найсильніших спортсменів століття у Сінгапурі по версії місцевої газети Straits Times.

## Ранні роки
У дитинстві Фанді дуже захоплювався футболом, та проводив більшу частину вільного часу, граючи з м'ячем. Сім'я майбутнього футболіста жила у лікарні «Вудбрідж», де їй було виділено дві кімнати. Щоб допомогти родині матеріально, Фанді доводилось продавати насі лемак (страву з рису, приготованому в кокосовому молоці). Батько Фанді, Ахмад Вартам, виступав на позиції воротаря в національній збірній Сінгапуру. Фанді Ахмад також починав грати у футбол воротарем. але за порадою свого вчителя перейшов грати у півзахист. Коли хлопцеві виповнилось 12 років, його батьки розлучились, після чого він жив із батьком, дідусем і бабусею. Фанді навчався в середній школі Серангун Гарденс, де він грав за місцеву футбольну команду. Але пізніше його виключили зі складу команди, тому що він відставав у навчанні. Після школи Фанді продовжив навчання в Сінгапурському професійному технічному інституті, і отримав третій національний торговельний сертифікат. Під час навчання в інституті Фанді грав за аматорську команду «Какі Букіт», у якій він привернув увагу тренера професійного клубу «Сінгапур ФА» Себастьян Яп.

## Кар'єра гравця

### Клубна кар'єра
Фанді Ахмад приєднався до складу «Сінгапур ФА» у 1979 році, й відразу став основним гравцем півзахисту команди, а у своєму першому розіграші Кубку Малайзії. Після виходу на пенсію Аршада Хаміса та Долли Касіма тренером клубу став Джита Сінгх, який вирішив перевести Фанді на позицію нападника. Протягом сезону 1980 року Фанді відзначився 8 забитими м'ячами в розіграші Кубку Малайзії, у тому числі переможний гол у фіналі у ворота клубу «Селангор». У 1980 році Фанді Ахмад був призваний на строкову службу в армію. Більшу частину часу на службі він займався прибиранням території військового табору. Завдяки тому, що після виконання армійських обов'язків у нього залишалось багато вільного часу, він міг продовжувати грати за «Сінгапур ФА». У 1981 році Фанді Ахмад допоміг своїй команді вийти до фіналу Кубку Малайзії, та був визнаний найкращим футболістом Сінгапуру. Наступного року «Сінгапур ФА» не брав участі в Кубку Малйзії з політичних причин, а Фанді зробили операцію на плечі, у зв'язку із чим він не міг грати у футбол протягом 6 тижнів і був достроково звільнений з армійської служби.
Фанді отримав запрошення зіграти у товариському матчі за малайзійський клуб «Селангор» проти аргентинського клубу «Бока Хуніорс», та забив єдиний гол «Селангору» в цьому матчі, але перемогу в матчі здобув аргентинський клуб (2:1). Фанді отримав запрошення від кількох команд чемпіонату Малайзії, індонезійського клубу «Мітра Кукар», швейцарського «Янг Бойз» та голландського «Аякса». Після тритижневого перегляду в «Аяксі» клуб запропонував сінгапурцю трирічний контракт, але футболіст підписав річний контракт із індонезійським клубом «Мітра Кукар». За цей клуб Фанді виступав протягом одного сезону, допоміг клубу відстояти звання чемпіона країни, і став третім бомбардиром ліги, відзначившись 13 разів у воротах суперників. У товариському матчі команди з лондонським «Арсеналом» Фанді також відзначився забитим м'ячем, зробивши свій внесок у перемогу індонезійського клубу з рахунком 2:0. Але футболіст незабаром покинув «Мітру» у зв'язку із тим, що керівництво індонезійської футбольної федерації заборонило грати у чемпіонаті футболістам-легіонерам.
У 1983 році Фанді переїздить до Нідерландів, та підписує дворічний контракт із клубом «Гронінген». У товариському матчі футболіст отримав травму стегна, яка вивела його з ладу на 10 тижнів. Але, незважаючи на такі обставини, вже в першому матчі за новий клуб Фанді Ахмад у чемпіонаті Нідерландів відзначився дублем, що допомогло його команді отримати перемогу над «Гоу Егед Іглз». За три дні футболіст зіграв у першому матчі другого раунду Кубка УЄФА проти «Інтернаціонале», та встановив кінцевий рахунок у матчі — 2:0 на користь «Гронінгену». Але у матчі-відповіді нідерландський клуб зазнав поразки з великим рахунком (1:5), та вибув із турніру. Уболівальники «Гронінгену» визнали Фанді найкращим і найпопулярнішим гравцем сезону, за який він відзначився 10 забитими м'ячами в 29 матчах і допоміг своєму клубу піднятися з дев'ятого на п'яте місце в національній першості. Як першоквітневий жарт сінгапурська газета Straits Times на першій сторінці опублікувала допис про те, що Фанді підписав контракт із «Манчестер Юнайтед». У наступному сезоні у Фанді стався рецидив травми стегна і розпочались конфлікти з тренером. У цьому сезоні Фанді зіграв лише два повних матчі, і клуб не запропонував йому новий контракт. За час перебування в Нідерландах Фанді Ахмад зіграв 36 матчів у чемпіонаті країни, у яких відзначився 11 забитими м'ячами.
Наступним клубом Фанді став «Куала-Лумпур ФА», у складі якого футболіст став володарем Кубку Малайзії у 1987 році. Команда повторила свій успіх і в наступному розіграші; а Фанді отримав Золоту бутсу турніру, відзначившись 21 забитим м'ячем. Після трьох проведених сезонів у клубі з малайзійської столиці у Фанді в доробку було три виграні кубки Малайзії. У 1990 році він підписав дворічний контракт із грецьким ОФІ. Але проблеми з міжнародним трансферним сертифікатом завадили сінгапурцю зіграти у критському клубі, і за два місяці Фанді покинув Грецію. Наступним клубом сінгапурського футболіста став малайзійський «Паханг», де знову почав виступати переважно гравцем середньої лінії у зв'язку із втратою гравцем швидкісних даних. Фанді пропустив кілька місяців у зв'язку із травмою п'ятки і стегна, але він зумів забити три м'ячі за сезон, і допоміг новому клубові виграти кубок і чемпіонат Малайзії в 1992 році. У цьому ж році він став першим сінгапурським спортсменом, заробіток якого за кар'єру перевищив мільйон сінгапурських доларів (без урахування інфляції).
Після того, як «Сінгапур ФА» вибув із вищої ліги Малайзії, Фанді повернувся у свій перший професійний клуб. Після цього клуб швидко повернувся до елітного дивізіону та дійшов до фіналу Кубку Малайзії 1993 року, а вже наступного року сінгапурський клуб зробив «золотий дубль». У цьому сезоні Фанді став капітаном команди, зіграв 39 матчів із 41 матчу команди, став найкращим бомбардиром турніру із 26 забитими м'ячами, та був визнаний найкращим гравцем сезону. У цьому ж році Фанді нагороджено Медаллю державної служби. У наступному сезоні «Сінгапур ФА» вийшов із кубку Малайзії та був розформований, причиною цього стало утворення професійного чемпіонату Сінгапуру з футболу. У першому сезоні Фанді став капітаном клубу «Гейланг Інтернешнл», і відзначився у чемпіонаті 11 забитими м'ячами, долучивши до своїх трофеїв звання чемпіона Сінгапуру. У червні 1996 року Азійська конфедерація футболу оголосила Фанді гравцем місяця. Клуб «Гейланг» отримав спеціальний дозвіл виплатити Фанді сезонну зарплату в трикратному розмірі. Останнім клубом у кар'єрі Фанді як гравця став «Ворріорс», у якому він провів три сезони, протягом яких футболіст виграв два чемпіонати і два кубки Сінгапуру. У зв'язку із травмами Фанді виходив переважно на заміну, але продовжував забивати важливі м'ячі, у тому числі зробив дубль у матчі з камбоджійським клубом «Роял Долфінс» у Азійському клубному чемпіонаті.

### Виступи за збірну
Із 1979 до 1997 року Фанді Ахмед зіграв 101 матч за національну збірну Сінгапуру і забив 55 м'ячів. За досягнення на міжнародній арені він включений до залу слави Азійської конфедерації футболу. Він був капітаном молодіжної збірної Сінгапуру, яка вигравала Кубок Міста Лева у 1976 та 1977 роках. Пізніше Фанді приєднався до головної збірної Сінгапуру на турне по Росії, у якому він зіграв у двох матчах, і у другому матчі зробив дубль. Фанді дебютував за національну команду у віці 17 років 3 місяці і 21 день, і став наймолодшим гравцем в історії збірної аж до 2007 року, коли його рекорд побив Харісс Харун. Але на своєму першому турнірі у складі збірної — Іграх Південно-Східної Азії 1979 року — Фанді не зумів відзначитись забитим м'ячем. Нападник відзначився забитими м'ячами у ворота збірних Індії та КНДР у відбірних матчах до Олімпійських Ігор 1980 року, але не зумів відзначитись у трьох відбірних матчах до чемпіонату світу 1982 року. На турнірі «Ovaltine Cup» 1981 року Фанді зробив хет-трик у матчі зі збірною Малайзії, що принесло перемогу сінгапурцям із рахунком 3:2. На Кубку короля Таїланду 1981 року Фанді відзначився забитим м'ячем у ворота тайської збірної, що не врятувало його збірну від поразки 1:2; а також відзначився хет-триком у ворота філіппінської збірної на Іграх Південно-Східної Азії 1981 року. У 1982 році Фанді зробив дубль у матчі проти непальської збірної та забив збірній Таїланду в Кубку Короля, а пізніше допоміг сінгапурській збірній перемогти малайзійців з рахунком 3:1 у матчі «Ovaltine Cup», забивши гол і у цьому матчі.
Наступного року Фанді Ахмад допоміг виграти збірній Сінгапуру першу із трьох срібних медалей Ігор Південно-Східної Азії. Спочатку він зробив дубль у матчі групового турніру проти збірної Брунею (рахунок гри 3:0), а пізніше забив два м'ячі малайзійцям у півфіналі турніру. У фіналі проти збірної Таїланду сінгапурська збірна програла з рахунком 1:2, а Фанді отримав пошкодження гомілкостопа. Незважаючи на це, він зумів зіграти й на Кубку Мерлайон 1983 року, та забив єдиний гол збірній Китаю у півфінальному матчі. Другу срібну медаль Ігор Південно-Східної Азії Фанді здобув у 1985 році, він відзначився взяттям воріт Малайзії та Філіппін на груповому етапі, а також дублем у ворота збірної Брунею в півфіналі турніру. На Іграх 1989 року Фанді забив у ворота збірної М'янми (підсумковий рахунок 4:0), і ця перемога дозволила сінгапурцям подолати груповий етап змагань. У півфіналі турніру Фанді забив вирішальний м'яч діючим переможцям турніру — збірній Індонезії. У фіналі збірна Сінгапуру програла збірній Малайзії з рахунком 1:3, і цей єдиний м'яч сінгапурської збірної забив саме Фанді. Для нього це була вже третя срібна медаль цих турнірів; але в інтерв'ю в 2007 році він заявив, що те, що він не виграв золоту медаль Ігор Південно-Східної Азії — одне з найбільших його розчарувань. Фанді також брав участь у літніх Азійських іграх 1990 року, і відзначився забитим м'ячем у ворота збірної Пакистану (перемога з рахунком 6:1).
На Іграх Південно-Східної Азії футболіст забив обидва м'ячі сінгапурської збірної у грі групового турніру проти збірної М'янми. Але в півфінальному матчі проти індонезійців Фанді вимушено був замінений після того, як захисник індонезійської збірної Херрі Стьяван ударив його ліктем в око. І хоча цей матч закінчився нульовою нічиєю в основний час, «леви» програли зустріч по серії пенальті. Фанді також не зумів допомогти своїй збірній кваліфікуватися на Кубок Азії 1992, у зв'язку з тим, що він заліковував травму п'ятки. На Іграх Південно-Східної Азії 1993 капітан сінгапурців оформив хет-трик у матчі з філіппінською збірною (7:0), а потім забив другий гол сінгапурців у півфіналі зі збірною М'янми (рахунок 3:3). У матчі за третє місце проти збірної Індонезії він також відзначився забитим м'ячем, що дозволило команді завоювати бронзові медалі (перемога 3:1). Фанді також грав у першому чемпіонаті АСЕАН, у якому забив по м'ячу у ворота Малайзії та Брунею, і оформив дубль у грі проти філіппінців. 1997 рік для Фанді був менш вдалим, йому не вдалось відзначитись ні у Кубку Данхілла, ні у відбіркових матчах чемпіонату світу. Футболіст оголосив про закінчення виступів за національну збірну після Ігор Південно-Східної Азії 1997 року, де його команда програла у півфіналі індонезійцям із рахунком 1:2.

### Забиті м'ячі Фанді Ахмада в іграх за збірну
До списку входять м'ячі, визнані Футбольною асоціацією Сінгапуру та Азійською футбольною конфедерацією:
| №   | Дата              | Стадіон                | Суперник       | Рахунок | Результат | Змагання                                       |
| --- | ----------------- | ---------------------- | -------------- | ------- | --------- | ---------------------------------------------- |
| 1.  | 26 лютого 1980    | Сінгапур               | Індія          | 1-0     | Перемога  | Кваліфікація до ОІ-1980                        |
| 2.  | 4 березня 1980    | Сінгапур               | Північна Корея | 3-1     | Перемога  | Кваліфікація до ОІ-1980                        |
| 3.  | 5 квітня 1981     | Сінгапур               | Малайзія       | 1-1     | Нічия     | Турнір «Ovaltine Cup»                          |
| 4.  | 19 квітня 1981    | Куала-Лумпур, Малайзія | Малайзія       | 2-1     | Перемога  | Турнір «Ovaltine Cup» 1981 року (перегравання) |
| 5.  | 19 квітня 1981    | Куала-Лумпур           | Малайзія       | 2-1     | Перемога  | Турнір «Ovaltine Cup» 1981 року                |
| 6.  | 9 листопада 1981  | Бангкок, Таїланд       | Таїланд        | 1-2     | Поразка   | Кубок короля Таїланду                          |
| 7.  | 9 грудня 1981     | Маніла, Філіппіни      | Філіппіни      | 4-0     | Перемога  | Ігри Південно-Східної Азії                     |
| 8.  | 9 грудня 1981     | Маніла, Філіппіни      | Філіппіни      | 4-0     | Перемога  | Ігри Південно-Східної Азії                     |
| 9.  | 9 грудня 1981     | Маніла, Філіппіни      | Філіппіни      | 4-0     | Перемога  | Ігри Південно-Східної Азії                     |
| 10. | 7 січня 1982      | Сінгапур               | Бахрейн        | 2-0     | Перемога  | Товариський                                    |
| 11. | 5 травня 1982     | Бангкок, Таїланд       | Непал          | 2-0     | Перемога  | Кубок короля Таїланду                          |
| 12. | 5 травня 1982     | Бангкок, Таїланд       | Непал          | 2-0     | Перемога  | Кубок короля Таїланду                          |
| 13. | 15 травня 1982    | Бангкок, Таїланд       | Таїланд        | 2-2     | Нічия     | Кубок короля Таїланду                          |
| 14. | 15 травня 1982    | Бангкок, Таїланд       | Таїланд        | 2-2     | Нічия     | Кубок короля Таїланду                          |
| 15. | 15 серпня 1982    | Пенанг, Малайзія       | Індія          | 3-0     | Перемога  | Турнір Мердека                                 |
| 16. | 10 листопада 1982 | Сінгапур               | Малайзія       | 3-1     | Перемога  | Турнір «Ovaltine Cup»                          |
| 17. | 28 травня 1983    | Сінгапур               | Малайзія       | 2-1     | Перемога  | Ігри Південно-Східної Азії                     |
| 18. | 1 червня 1983     | Сінгапур               | Філіппіни      | 5-0     | Перемога  | Ігри Південно-Східної Азії                     |
| 19. | 4 червня 1983     | Сінгапур               | Бруней         | 4-0     | Перемога  | Ігри Південно-Східної Азії                     |
| 20. | 4 червня 1983     | Сінгапур               | Бруней         | 4-0     | Перемога  | Ігри Південно-Східної Азії                     |
| 21. | 14 грудня 1983    | Сінгапур               | Китай          | 1-0     | Перемога  | Кубок Мерлайон 1983                            |
| 22. | 13 грудня 1983    | Бангкок, Таїланд       | Бруней         | 3-0     | Перемога  | Ігри Південно-Східної Азії                     |
| 23. | 13 грудня 1985    | Бангкок, Таїланд       | Бруней         | 3-0     | Перемога  | Ігри Південно-Східної Азії                     |
| 24. | 14 грудня 1985    | Бангкок, Таїланд       | Малайзія       | 2-2     | Нічия     | Ігри Південно-Східної Азії                     |
| 25. | 14 грудня 1985    | Бангкок, Таїланд       | Малайзія       | 2-2     | Нічия     | Ігри Південно-Східної Азії                     |
| 26. | 4 квітня 1987     | Сінгапур               | Індонезія      | 2-0     | Перемога  | Кваліфікація до ОІ-1988                        |
| 27. | 26 квітня 1987    | Джакарта, Індонезія    | Індонезія      | 1-2     | Поразка   | Кваліфікація до ОІ-1988                        |
| 28. | 26 серпня 1989    | Куала-Лумпур, Малайзія | М'янма         | 4-0     | Перемога  | Ігри Південно-Східної Азії                     |
| 29. | 28 серпня 1989    | Куала-Лумпур, Малайзія | Індонезія      | 1-0     | Перемога  | Ігри Південно-Східної Азії                     |
| 30. | 31 серпня 1989    | Куала-Лумпур, Малайзія | М'янма         | 1-3     | Поразка   | Ігри Південно-Східної Азії                     |
| 31. | 27 серпня 1990    | Пекін, Китай           | Пакистан       | 6-1     | Перемога  | Азійські ігри                                  |
| 32. | 29 листопада 1991 | Маніла, Філіппіни      | М'янма         | 2-1     | Перемога  | Ігри Південно-Східної Азії                     |
| 33. | 29 листопада 1991 | Маніла, Філіппіни      | М'янма         | 2-1     | Перемога  | Ігри Південно-Східної Азії                     |
| 34. | 28 листопада 1992 | Янгон, М'янма          | М'янма         | 1-0     | Перемога  | Товариський                                    |
| 35. | 8 грудня 1992     | Сінгапур               | Малайзія       | 3-0     | Перемога  | Кубок Мерлайон 1992                            |
| 36. | 13 квітня 1993    | Доха, Катар            | В'єтнам        | 3-2     | Перемога  | Кваліфікація до ЧС-1994                        |
| 37. | 16 квітня 1993    | Доха, Катар            | Катар          | 1-4     | Поразка   | Кваліфікація до ЧС-1994                        |
| 38. | 30 квітня 1993    | Сінгапур               | Катар          | 1-0     | Перемога  | Кваліфікація до ЧС-1994                        |
| 39. | 2 травня 1993     | Сінгапур               | Індонезія      | 2-1     | Перемога  | Кваліфікація до ЧС-1994                        |
| 40. | 9 червня 1993     | Сінгапур               | Філіппіни      | 7-0     | Перемога  | Кваліфікація до ЧС-1994                        |
| 41. | 9 червня 1993     | Сінгапур               | Філіппіни      | 7-0     | Перемога  | Кваліфікація до ЧС-1994                        |
| 42. | 9 червня 1993     | Сінгапур               | Філіппіни      | 7-0     | Перемога  | Кваліфікація до ЧС-1993                        |
| 43. | 17 червня 1993    | Сінгапур               | М'янма         | 3-3     | Нічия     | Ігри Південно-Східної Азії                     |
| 44. | 19 червня 1993    | Сінгапур               | Індонезія      | 3-1     | Перемога  | Ігри Південно-Східної Азії                     |
| 45. | 19 липня 1995     | Сінгапур               | М'янма         | 3-3     | Нічия     | Tiger Beer Quadrangular 1995                   |
| 46. | 4 грудня 1995     | Лампхун, Таїланд       | Бруней         | 2-2     | Нічия     | Ігри Південно-Східної Азії                     |
| 47. | 6 грудня 1995     | Лампхун, Таїланд       | М'янма         | 4-2     | Перемога  | Ігри Південно-Східної Азії                     |
| 48. | 6 грудня 1995     | Лампхун, Таїланд       | М'янма         | 4-2     | Перемога  | Ігри Південно-Східної Азії                     |
| 49. | 8 грудня 1995     | Чіангмай, Таїланд      | Філіппіни      | 4-0     | Перемога  | Ігри Південно-Східної Азії                     |
| 50. | 16 грудня 1995    | Сінгапур               | М'янма         | 1-0     | Перемога  | Ігри Південно-Східної Азії                     |
| 51. | 1 вересня 1996    | Сінгапур               | Малайзія       | 1-1     | Нічия     | чемпіонат АСЕАН з футболу                      |
| 52. | 4 вересня 1996    | Сінгапур               | Бруней         | 3-0     | Перемога  | чемпіонат АСЕАН з футболу                      |
| 53. | 6 вересня 1996    | Сінгапур               | Філіппіни      | 3-0     | Перемога  | чемпіонат АСЕАН з футболу                      |
| 54. | 6 вересня 1996    | Сінгапур               | Філіппіни      | 3-0     | Перемога  | чемпіонат АСЕАН з футболу                      |
| 55. | 16 жовтня 1997    | Джакарта, Індонезія    | Індонезія      | 1-2     | Поразка   | Ігри Південно-Східної Азії                     |

## Стиль гри
У дитинстві Фанді розпочав грати у футбол на позиції воротаря, але скоро, за порадою свого вчителя, перейшов грати у півзахист. Перший свій сезон у команді «Сінгапур ФА» футболіст відіграв у середній лінії, але з приходом у команду тренера Джити Сінгха перейшов грати у напад. У цьому амплуа футболіст виступав до початку 90-х років, коли з переходом у «Паханг» він повернувся у півзахист. Причиною цього стала втрата гравцем своїх швидкісних даних. Під кінець кар'єри Фанді переважно виходив на заміни, але продовжував забивати вирішальні голи.
Фанді на полі відрізнявся серед інших гравців упевненими та відточеними діями у контролі м'яча, і його вважали футболістом, який наперед знає, що буде робити далі. Його син, Ірфан, хвалив стиль гри батька за це, що він був хорошим командним гравцем, а не «зіркою-індивідуалістом, яка женеться за славою».

## Кар'єра тренера
Після закінчення кар'єри гравця Фанді Ахмад розпочав тренерську кар'єру після невеликої кар'єри. Він почав із посади асистента тренера збірної Сінгапуру, і став помічником Вінсента Субраманіама на Іграх Південно-Східної Азії 1999 року, де сінгапурці зайняли четверте місце. У 2000 році Фанді був призначений тренером «Ворріорс», і привів команду до перемоги в чемпіонаті Сінгапуру, а також став тренером року S-Ліги. 2001 року команда не виграла жодного трофею, але наступного року «Ворріорс» знову стали чемпіонами, випередивши другого призера на 20 очок. Після цього Фанді одночасно працював помічником тренера збірної і тренував клуб «Янг Лайонс». Зі збірною він виграв чемпіонат АСЕАН 2005 року, а клубу допоміг піднятися із низу турнірної таблиці у 2003 році і завоювати дві бронзові медалі у 2004 і 2006 рока.
Із листопада 2006 року до березня 2010 року Фанді тренував індонезійський клуб «Пеліта Бандунг Рая». У клубі Фанді зробив ставку на молодь, що допомогло клубові вийти до Індонезійської Суперліги, у якій команда двічі фінішувала у середині турнірної таблиці. Після цього він працював скаутом італійського клубу «Віченца», регіональним менеджером проекту Генуезької міжнародної футбольної школи і тренером клубу Малайзійської Суперліги «Джохор». У 2011 році він заснував власну футбольну академію, яка організовує навчальні програми для талановитих молодих сінгапурських футболістів (у тому числі й за кордоном). Фанді є одним із семи сінгапурських тренерів, які отримали професійний тренерський диплом АФК. Багато хто вважає, що саме він у майбутньому очолить збірну Сінгапуру. У грудні 2013 року Фанді став головним тренером сінгапурського клубу «Лайонс XII», а його помічником був призначений Назрі Насір. Клуб не зумів захистити титул чемпіона, і зайняв у сезоні 2014 року лише 8 місце. У зимове міжсезоння для посилення складу Фанді запросив до команди трьох футболістів: півзахисника Ізздика Шафіка, універсала Вах'юді Вахіда і вінгера Крістофера ван Хюйзена У травні 2015 року очолюваний Фанді клуб «Лайонс XII» виграв Кубок Футбольної Асоціації Малайзії, який став першим трофеєм команди у новому сезоні.

Фанді знову був призначений головним тренером «Янг Лайонс» на сезон 2018 S-ліги, замінивши Річарда Тарді. У травні 2018 року його призначили тимчасовим головним тренером національної збірної Сінгапуру з футболу до завершення Кубка Сузукі 2018 року.
Контракт Фанді з Футбольною Асоціацією Сінгапуру був продовжений у листопаді 2019 року з новою роллю керівника групи з роботи з молодіжними збірними. Разом із технічним директором Джозефом Палатсідесом він ставить за мету покращити шляхи та структуру для розвитку молодих гравців національних збірних. У 2022 році Фанді Ахмад очолив малайзійський клуб «Шрі Паханг».

## Життя поза футболом
Фанді Ахмад є набожним мусульманином, уникає скандалів, не має шкідливих звичок; його часто називають скромним, чутливим та співчутливим. У 1996 році він одружився з південноафриканською моделлю Венді Якобс, подружжя має п'ятеро дітей. Двоє старших синів Фанді займаються футболом, і вже проходили перегляд у «Арсеналі», «Челсі» та «Мілані» У 1993 році вийшла біографія Фанді, яка отримала назву «Історія Фанді Ахмада» (англ. The Fandi Ahmad Story). Протягом 2 місяців було продано 17000 екземплярів книги, яку також переклали малайською мовою.
Фанді також рекламував спортивну форму «Lotto» і «Royal Sporting House», кашу «Uncle Tobys», молоко «Carnation» та енергетичний напій «Isomax». У 1996 році він випустив альбом англійських та малайських пісень і створив телевізійну програму Meniti Pelangi, яка розповідає про утиски малайських сінгапурців. За три роки він відкрив ресторан і автосалон, але протягом двох років вимушений був закрити обидва заклади. Він також був послом національних антинікотинової та антинаркотичної кампаній, збирав кошти для жертв індонезійського цунамі 2004 року і брав участь у ініціативі північно-східної Ради общинного розвитку у зв'язку з організацією програми громадських робіт.
У жовтні 2014 року сінгапурський музей мадам Тюссо представив воскову фігуру Фанді, й він став першим спортсменом країни, що удостоївся такої честі. Воскова фігура зображає футболіста молодим, коли він у 1994 році був капітаном «Сінгапур ФА» і привів свою команду до перемоги в Кубку Малайзії.

## Титули і досягнення

### Як гравця
«Мітра Кукар»
- Чемпіон Індонезії: 1982/83[63]

«Куала-Лумпур ФА»
- Чемпіон Малайзії: 1988[64]
- Володар Кубку Малайзії: 1987, 1988[65][66]

«Паханг»
- Чемпіон Малайзії: 1992[67]
- Володар Кубку Малайзії: 1992[68]

«Сінгапур ФА»
- Чемпіон Малайзії: 1994[69]
- Володар Кубку Малайзії: 1980, 1994[70][71]

«Гейланг Інтернешнл»
- Чемпіон Сінгапуру: 1996[72]

«Ворріорс»
- Чемпіон Сінгапуру: 1997, 1998[73][74]
- Володар Кубку Сінгапуру: 1999[75]
- Володар Кубку Сінгапурської Ліги: 1997[76]
- Володар Кубку Футбольної асоціації Сінгапуру: 1997[77]

Збірна Сінгапуру
- Ігри Південно-Східної Азії:

- Срібло: 1983, 1985, 1989
- Бронза: 1991, 1993, 1995

### Як тренера
«Ворріорс»
- Чемпіон Сінгапуру: 2000, 2002[84][85]
- Тренер року S-Ліги: 2000[86]

«Лайонс XII»
- Володар Кубку Футбольної Асоціації Малайзії: 2015

## Виноски
1. ↑  S Gulam (18 травня 1996). Old? Who says?. The New Paper. с. 53. Архів оригіналу за 19 вересня 2016. Процитовано 18 листопада 2015.
2. ↑  FAS launches FAS Captains' Advisory Panel. FAS. Архів оригіналу за 8 жовтня 2017. Процитовано 21 березня 2014. [Архівовано 2017-10-08 у Wayback Machine.] (англ.)
3. 1 2  Fandi Ahmad Academy hopes to send youth abroad to turn professional. Channel NewsAsia. 18 травня 2011. (англ.)
4. 1 2  Wang Meng Meng (24 січня 2005). Singapore soccer through Fandi's eyes. The New Paper. (англ.)
5. 1 2  Sanjay Nair (5 серпня 2011). Fandi unlikely to coach Singapore Lions. The Straits Times. (англ.)
6. 1 2 3 4  Fandi is too nice for his own good. The Sunday Times. 12 листопада 2006. (англ.)
7. 1 2 3 4 5  Jose Raymond (27 червня 2007). A superstar's sacred ground. TODAY. (англ.)
8. 1 2  Santokh Singh (29 квітня 1999). Ball starts rolling to honour 4 players. The Straits Times. (англ.)
9. 1 2 3  Nick Edwards (17 травня 1998). Top Singapore soccer star espouses humility. Reuters. (англ.)
10. 1 2 3  G Sivakkumaran (7 січня 2003). Fandi named as Sivaji's assistant. The Straits Times.
11. ↑  Here's the full list. The Straits Times. 19 грудня 1999. Архів оригіналу за 4 березня 2016. Процитовано 18 листопада 2015. (англ.)
12. 1 2 3 4 5  Murray Hiebert (17 квітня 1997). Singapore's soccer star takes a shine to business. Far Eastern Economic Review.
13. 1 2 3  Fandi Ahmad's milestones. The Sunday Times. 12 листопада 2006.
14. ↑  Yeo, 1993, с. 9-16.
15. ↑  Yeo, 1993, с. 17–22.
16. 1 2  Yeo, 1993, с. 23–27.
17. ↑  Yeo, 1993, с. 31–34.
18. 1 2  Yeo, 1993, с. 35–41.
19. ↑  Yeo, 1993, с. 46–49.
20. ↑  Yeo, 1993, с. 54–57.
21. 1 2 3  Yeo, 1993, с. 58–61.
22. ↑  Yeo, 1993, с. 64–67.
23. ↑  Player profile (Dutch) . Voetbal International. Архів оригіналу за 12 квітня 2013. Процитовано 31 грудня 2011. (нід.)
24. ↑  Yeo, 1993, с. 82–86.
25. ↑  Yeo, 1993, с. 106–108.
26. 1 2  Peter Khoo (16 грудня 1992). Fandi hits full throttle in striker's role. The Straits Times. (англ.)
27. ↑  Fading star Fandi up against rising star Farid. The Straits Times. 12 листопада 1992. (англ.)
28. ↑  Peter Khoo (18 грудня 1994). The perfect end to Singapore's 14-year drought. The Sunday Times. (англ.)
29. ↑  Peter Khoo (20 грудня 1994). Fandi the popular choice. The Straits Times. (англ.)
30. ↑  Fandi terima anugerah Hari Kebangsaan. Berita Harian. 9 серпня 1994. Архів оригіналу за 28 січня 2015. Процитовано 22 січня 2015. (малайськ.)
31. ↑  Dan Guen Chin (15 червня 1996). Fandi helps Geylang to inaugural title. The New Straits Times.
32. ↑  Singapore's Fandi Ahmad is AFC's player of the month. Agence France-Presse. 3 липня 1996. (англ.)
33. ↑  No medal, but Fandi will still keep on kicking. The Straits Times. 12 жовтня 1999.
34. ↑  Godfrey Robert (3 грудня 1999). I want to play. The Straits Times. (англ.)
35. ↑  Leonard Lim (25 червня 2007). Lions off to winning start in Invitational opener. The Straits Times. (англ.)
36. 1 2 3  Neil Morrison (3 січня 2012). Fandi Ahmad – Century of International Appearances. Rec.Sport.Soccer Statistics Foundation. Архів оригіналу за 5 листопада 2013. Процитовано 20 листопада 2015. (англ.)
37. ↑  Yeo, 1993, с. 50–53.
38. ↑  Peter Khoo (3 грудня 1991). Penalty shoot-out agony for Lions. The Straits Times. (англ.)
39. ↑  Joe Dorai (28 квітня 1992). Lions let down by strikers, lack of fitness. The Straits Times. (англ.)
40. ↑  Morrison, Neil. Fandi Ahmad - Century of International Appearances. RSSSF. Архів оригіналу за 5 листопада 2013. Процитовано 28 листопада 2014. (англ.)
41. ↑  Yeo, 1993, с. 9–16.
42. ↑  David O'Connor (2012). Putting The Boot In: Surviving Singapore and the S-League. Singapore. с. 44. ISBN 978-981-4302-96-8. Архів оригіналу за 21 листопада 2015. Процитовано 20 листопада 2015. (англ.)
43. ↑  Yihan Sim (14.08.2014). Chase the dream: Irfan Fandi Ahmad. Архів оригіналу за 21 листопада 2015. Процитовано 20 листопада 2015. [Архівовано 21 листопада 2015 у Wayback Machine.] (англ.)
44. ↑  Fandi wins Coach of the Year Award. Channel NewsAsia. 7 жовтня 2000. (англ.)
45. ↑  Jeffrey Low (3 листопада 2002). You C, this is how the Warriors did it this year. The Sunday Times. (англ.)
46. ↑  Sharani Khamis (8 листопада 2006). This one's for you, Fandi. TODAY. (англ.)
47. 1 2  David Lee (23 січня 2011). Fandi's ready to help. The New Paper. (англ.)
48. ↑  Wang Meng Meng (19 березня 2010). Fandi back in Singapore to take care of wife. The Straits Times. (англ.)
49. ↑  Fabius Chen (16 грудня 2013). Nazri Nasir gets nod as assistant to Fandi Ahmad. The Straits Times. (англ.)
50. ↑  David Lee (05.12.2014). Lions XII  coach Fandi Ahmad signs three players. tnp.sg. Архів оригіналу за 21.11.2015. Процитовано 20.11.2015. [Архівовано 2015-11-21 у Wayback Machine.] (англ.)
51. ↑  LionsXII clinch Malaysia FA Cup with stunning 3-1 win. Channel NewsAsia. 23 травня 2015. Архів оригіналу за 4 березня 2016. Процитовано 25 травня 2015. [Архівовано 2016-03-04 у Wayback Machine.] (англ.)
52. ↑  SUPERSUB SAHIL PROPELS LIONSXII TO HISTORIC FA CUP GLORY. LionsXII. 23 травня 2015. Архів оригіналу за 25 травня 2015. Процитовано 25 травня 2015. (англ.)
53. ↑  Football: Fandi Ahmad takes charge of Young Lions as FAS releases SEA Games coach Richard Tardy. The Straits Times. 14 листопада 2018. Процитовано 22 листопада 2019. (англ.)
54. ↑  Fandi Ahmad appointed Singapore coach for 2018 AFF Suzuki Cup. Fox Sports Asia. 15 травня 2018. Архів оригіналу за 15 червня 2018. Процитовано 22 листопада 2019. [Архівовано 2018-06-15 у Wayback Machine.] (англ.)
55. ↑  Football: Fandi Ahmad named interim national coach, will lead Lions at AFF Suzuki Cup. The Straits Times. 15 травня 2018. Процитовано 22 травня 2018. (англ.)
56. 1 2  Yeo, 1993, с. 146–149.
57. ↑  Jamie Ee (1 березня 2009). Wendy Jacobs may leave hospital this week. The Sunday Times. (англ.)
58. ↑  S Murali (14 жовтня 2010). I am going to Europe. The New Paper. (англ.)
59. ↑  Tuminah Sapawi (28 жовтня 1993). Fandi's story translated into Malay. The Straits Times. (англ.)
60. ↑  Peter Khoo (3 січня 1995). Fandi strikes record deal. The Straits Times. (англ.)
61. ↑  Li Xueying (29 січня 2005). Well-known figures engaged by CDC to galvanise youth. The Straits Times. (англ.)
62. ↑  Fandi Ahmad meets his wax double. MediaCorp. TODAY. 8 жовтня 2014. {{cite news}}: |access-date= вимагає |url= (довідка) (англ.)
63. ↑  Double delight. The Straits Time. 12 липня 1983. с. 31. Архів оригіналу за 22 листопада 2015. Процитовано 21 листопада 2015. (англ.)
64. ↑  S. Gulam (5 жовтня 1988). On with the Pro League!. The New Paper. с. 35. Архів оригіналу за 22 листопада 2015. Процитовано 21 листопада 2015. (англ.)
65. ↑  Dorai, Joe (18 жовтня 1987). Kannan steals a slim win for Kuala Lumpur. The Straits Times. с. 28. Архів оригіналу за 22 листопада 2015. Процитовано 21 листопада 2015. (англ.)
66. ↑  Yeo, Wilfred (7 листопада 1988). Classy KL make it a Grand Slam. The Straits Times. с. 39. Архів оригіналу за 22 листопада 2015. Процитовано 21 листопада 2015. (англ.)
67. ↑  Dorai, Joe (25 серпня 1992). Pahang will not grant S'pore any favours. The Straits Times. с. 30. Архів оригіналу за 22 листопада 2015. Процитовано 21 листопада 2015. (англ.)
68. ↑  Khoo, Peter (15 листопада 1992). Zul the hero as Pahang reigns again. The Straits Times. с. 32. Архів оригіналу за 22 листопада 2015. Процитовано 21 листопада 2015. (англ.)
69. ↑  Tay, Cheng Khoon (24 серпня 1994). Mission accomplished: Champions at last. The Straits Times. с. 29. Архів оригіналу за 22 листопада 2015. Процитовано 21 листопада 2015. (англ.)
70. ↑  Dorai, Joe (29 червня 1980). Fandi turns on magic. The Straits Times. с. 38. Архів оригіналу за 22 листопада 2015. Процитовано 21 листопада 2015. (англ.)
71. ↑  Khoo, Peter (18 грудня 1994). The perfect end to Singapore's 14-year drought. The Straits Times. с. 40. Архів оригіналу за 22 листопада 2015. Процитовано 21 листопада 2015. (англ.)
72. ↑  Singh, Santokh (10 листопада 1996). Geylang it is as Iranian Estili nets winning goal. The Straits Times. с. 44. Архів оригіналу за 22 листопада 2015. Процитовано 21 листопада 2015. (англ.)
73. ↑  It's official: Warriors are CHAMPIONS. The New Paper. 9 липня 1997. с. 49. Архів оригіналу за 22 листопада 2015. Процитовано 21 листопада 2015.
74. ↑  Siow, Peter (3 серпня 1998). Three cheers for Fandi, Chitrakar. The Straits Times. с. 42. Архів оригіналу за 22 листопада 2015. Процитовано 21 листопада 2015. (англ.)
75. ↑  Koh, Thomas (28 листопада 1999). And the winner is... Singapore soccer. The Straits Times. с. 50. Архів оригіналу за 22 листопада 2015. Процитовано 21 листопада 2015. (англ.)
76. ↑  Singh, Santokh (7 вересня 1997). Target achieved – Warriors clinch the double. The Straits Times. с. 44. Архів оригіналу за 22 листопада 2015. Процитовано 21 листопада 2015. (англ.)
77. ↑  Koh, Thomas (3 листопада 1997). Fandi lifts SAFFC to grand treble. The Straits Times. с. 40. Архів оригіналу за 22 листопада 2015. Процитовано 21 листопада 2015. (англ.)
78. ↑  Miller, Brian (7 червня 1983). So near, yet so far. The Straits Times. с. 1. Архів оригіналу за 22 листопада 2015. Процитовано 21 листопада 2015. (англ.)
79. ↑  Siow, Peter (18 грудня 1985). Thais home and dry. The Straits Times. с. 44. Архів оригіналу за 22 листопада 2015. Процитовано 21 листопада 2015. (англ.)
80. ↑  Yeo, Wilfred (1 вересня 1989). Host team put icing on birthday cake. The Straits Times. с. 35. Архів оригіналу за 22 листопада 2015. Процитовано 21 листопада 2015. (англ.)
81. ↑  Siow, Peter (5 грудня 1991). Lions bares its fangs in Fandi's absence. The Straits Times. с. 29. Архів оригіналу за 22 листопада 2015. Процитовано 21 листопада 2015. (англ.)
82. ↑  Yeo, Wilfred (20 червня 1993). Hurt Lions roar back for bronze. The Straits Times. с. 31. Архів оригіналу за 22 листопада 2015. Процитовано 21 листопада 2015. (англ.)
83. ↑  Rai, Hakikat (17 грудня 1995). Fandi's goal good enough for a bronze. The Straits Times. с. 44. Архів оригіналу за 22 листопада 2015. Процитовано 21 листопада 2015. (англ.)
84. ↑  Champions once again. The Straits Times. 29 липня 2000. с. 1. Архів оригіналу за 22 листопада 2015. Процитовано 21 листопада 2015. (англ.)
85. ↑  Lim, Marc (1 вересня 2002). The crown is SAFFC's, as Home fails to win. The Straits Times. с. 46. Архів оригіналу за 22 листопада 2015. Процитовано 21 листопада 2015. (англ.)
86. ↑  Roll of honour. The Straits Times. 7 жовтня 2000. с. 77. Архів оригіналу за 22 листопада 2015. Процитовано 21 листопада 2015. (англ.)